# Maurice Blain
Pour les articles homonymes, voir Blain (homonymie).
Maurice Blain (1925-1996) est un écrivain, un scénariste et un notaire québécois. Membre fondateur et premier président du Mouvement laïque de langue française, il fait beaucoup pour introduire le concept de laïcité au Québec.

## Biographie
Il fait ses études classiques au Collège Sainte-Croix (1943-1946), étudie le droit à l'Université de Montréal, puis devient notaire en 1949. Il collabore à plusieurs revues intellectuelles dont Cité libre, dont il est membre fondateur, Esprit, Liberté ainsi qu'à la section Arts et Lettres du Devoir et publie quelques ouvrages,. Il côtoie Pierre-Elliot Trudeau lors de la fondation du groupe Cité libre, et entretient une relation avec Pierre Vallières du Front de libération du Québec. Il est conseiller juridique auprès de l'Université de Montréal et membre de l'Association des cadres et professionnels de l'Université de Montréal. Il meurt en 1996, laissant dans le deuil ses quatre filles et son unique fils.
« L'intellectuel n'a-t-il pas le devoir de créer autour de sa vie spirituelle un climat irrespirable à ces passions de l'esprit qui, aux autres, paraissent les plus légitimes ? » Cette phrase, que j'emprunte à ce grand esprit qu'est René Garneau, il me semble que Maurice Blain aurait pu l'écrire, tant elle le définit bien. L'intellectuel n'a-t-il pas le devoir de créer autour de sa vie spirituelle un climat irrespirable à ces passions de l'esprit qui, aux autres, paraissent les plus légitimes ? » Un intellectuel, voilà bien ce qu'il est : l'un des rares hommes qui, dans notre milieu, réussissent à concilier une vie professionnelle — celle de notaire — et une participation très active et féconde à la vie de l'esprit. Et les essais politiques et littéraires qu'il réunit dans « Approximations », essais parus, entre 1952 et 1966, dans Cité libre, Esprit ou Liberté, témoignent presque tous de ce « devoir » que Garneau attribue à l'intellectuel : celui de remettre en question les valeurs acquises, d'inquiéter et de préparer, peut-être, un ordre nouveau », écrit Jean-Cléo Godin dans son compte rendu de l’ouvrage de Maurice Blain, « Approximations »,.